# Germana de Foix
Germana de Foix (em francês:  Germaine; Foix, 1488 – Llíria, 15 de outubro de 1536) foi uma princesa da França e a segunda consorte de Fernando II de Aragão. Era filha de João de Foix, visconde de Narbona, e de Maria de Orleães, a qual era irmã do rei Luís XII da França. Sua avó paterna era a rainha Leonor de Navarra, o que fazia dela sobrinha-neta de seu consorte.

## Biografia
Seguindo a morte de Isabel I, Fernando de Aragão foi obrigado a ceder o governo de Castela para seu genro, Filipe de Habsburgo, que assumiu o poder em nome de sua esposa Joana de Castela, herdeira de Isabel. Como desaprovasse a política de Filipe, e para evitar que este ganhasse a Coroa de Aragão através de Joana, ele desposou Germana na esperança de ter um filho varão que teria prioridade sobre Joana pela Coroa Aragonesa.
Germana se casou em 19 de outubro de 1505, em Blois, na França, aos dezoito anos de idade. Fernando contava com 53 anos e era viúvo havia dois. O casamento se celebrou em cumprimento dos acordos de paz firmados entre Luís XII de França e Fernando no Tratado de Blois. Nos acordos, o rei da França cedia a sua sobrinha os direitos dinásticos do Reino de Nápoles e lhe concedia o título de rei de Jerusalém, direitos que retornariam à França em caso de o matrimônio não ter descendência.
Em 3 de maio de 1509, em Valladolid. Fernando e Germana tiveram um filho, chamado João, morto poucas horas depois de nascer. Eles não tiveram outros.
Fernando morreu em janeiro de 1516, depois de dois anos com problemas de saúde, por tomar, segundo se dizia, umas ervas com a esperança de gerar mais filhos. Em testamento, ele deixou para Germana uma renda anual de mais de 50.000 florins, um usufruto de viuvez, que seria cancelada em caso de ela se casar novamente. Na última carta a seu neto Carlos, Fernando lhe pede que não abandone sua viúva e frisa que lhe seja paga a renda acertada. Ao enviuvar, Germana se mudou para Castela.
Carlos I conheceu a rainha viúva ao chegar à Espanha, em Valladolid, em 1517. Logo, os dois se tornaram amantes e tiveram uma filha, Isabel, e apesar de esta nunca ter sido reconhecida oficialmente, Germana se referiu a ela em seu testamento como a infanta Isabel, um título que não podia lhe pertencer, e a seu pai como o imperador. Isabel morou e foi educada na corte de Castela. Germana ensinava estratégias ao novo monarca.
Germana acompanhou Carlos e sua irmã Leonor, a Saragoça e Barcelona para celebrar a coroação do novo rei. Ali se decidiu, para lavar a imagem do futuro soberano perante a opinião pública, o casamento de Germana e Fernando, marquês de Brandenburgo, primo de Joaquim I, eleitor de Brandenburgo, do séquito pessoal do próprio Carlos, pondo assim fim à relação amorosa deles. Carlos I a nomeou vice-rainha de Valência em 1523.
Entretanto, Germana enviuvou novamente três anos depois e Carlos ordenou um novo casamento, com Fernando de Aragão, duque da Calábria, filho de Frederico IV de Nápoles. Ela continuou vice-rainha de Valência ao lado do esposo.
Morreu aos 48 anos em Llíria. O duque da Calábria continuou no cargo até sua morte, em 1550, catorze anos depois.

## Ancestrais

Brasão usado por Germana após o seu segundo casamento